# Petar Jovanović
Petar Jovanović (n. 12 iulie 1982, Tuzla, Iugoslavia, actuala Bosnia-Herțegovina) este un jucător de fotbal de origine sârbă. Și-a făcut debutul în Liga I în anul 2005, pentru echipa FC Vaslui la care a jucat până în 2012. A mai evoluat la clubul CSMS Iași.